# Кіс (округ Черокі, Оклахома)
Кіс (англ. Keys) — переписна місцевість (CDP) в США, в окрузі Черокі штату Оклахома. Населення — 565 осіб (2010).

## Географія
Кіс розташований за координатами 35°48′12″ пн. ш. 94°56′5″ зх. д. / 35.80333° пн. ш. 94.93472° зх. д. (35.803197, -94.934614).  За даними Бюро перепису населення США в 2010 році переписна місцевість мала площу 14,33 км², з яких 14,28 км² — суходіл та 0,05 км² — водойми.

## Демографія
Згідно з переписом 2010 року, у переписній місцевості мешкало 565 осіб у 189 домогосподарствах у складі 160 родин. Густота населення становила 39 осіб/км².  Було 221 помешкання (15/км²).
Расовий склад населення:
| - 47,8 % — білих - 37,2 % — корінних американців - 0,5 % — чорних або афроамериканців - 2,3 % — осіб інших рас |

До двох чи більше рас належало 12,2 %. Частка іспаномовних становила 4,2 % від усіх жителів.
За віковим діапазоном населення розподілялося таким чином: 29,7 % — особи молодші 18 років, 57,2 % — особи у віці 18—64 років, 13,1 % — особи у віці 65 років та старші. Медіана віку мешканця становила 35,1 року. На 100 осіб жіночої статі у переписній місцевості припадало 85,2 чоловіків;  на 100 жінок у віці від 18 років та старших — 93,7 чоловіків також старших 18 років.
Середній дохід на одне домашнє господарство  становив 36 732 долари США (медіана — 26 250), а середній дохід на одну сім'ю — 49 660 доларів (медіана — 43 929). Медіана доходів становила 25 577 доларів для чоловіків та 23 654 долари для жінок. За межею бідності перебувало 12,3 % осіб, у тому числі 9,9 % дітей у віці до 18 років та 16,9 % осіб у віці 65 років та старших.
Цивільне працевлаштоване населення становило 198 осіб. Основні галузі зайнятості: освіта, охорона здоров'я та соціальна допомога — 42,4 %, мистецтво, розваги та відпочинок — 12,1 %, транспорт — 11,6 %.